# Technische Militärakademie Bukarest
Technische Militärakademie Bukarest Ferdinand I. (rumänisch: Academia Tehnică Militară Ferdinand I) ist eine staatliche Universität und militärische Ausbildungsstätte für die rumänischen Streitkräfte mit Sitz in der rumänischen Hauptstadt Bukarest. 
Die Technische Militärakademie Bukarest wurde 1949 gegründet. Derzeitiger Rektor ist Generalleutnant Iulian-Constantin Vizitiu.